# TOC 미나토미라이

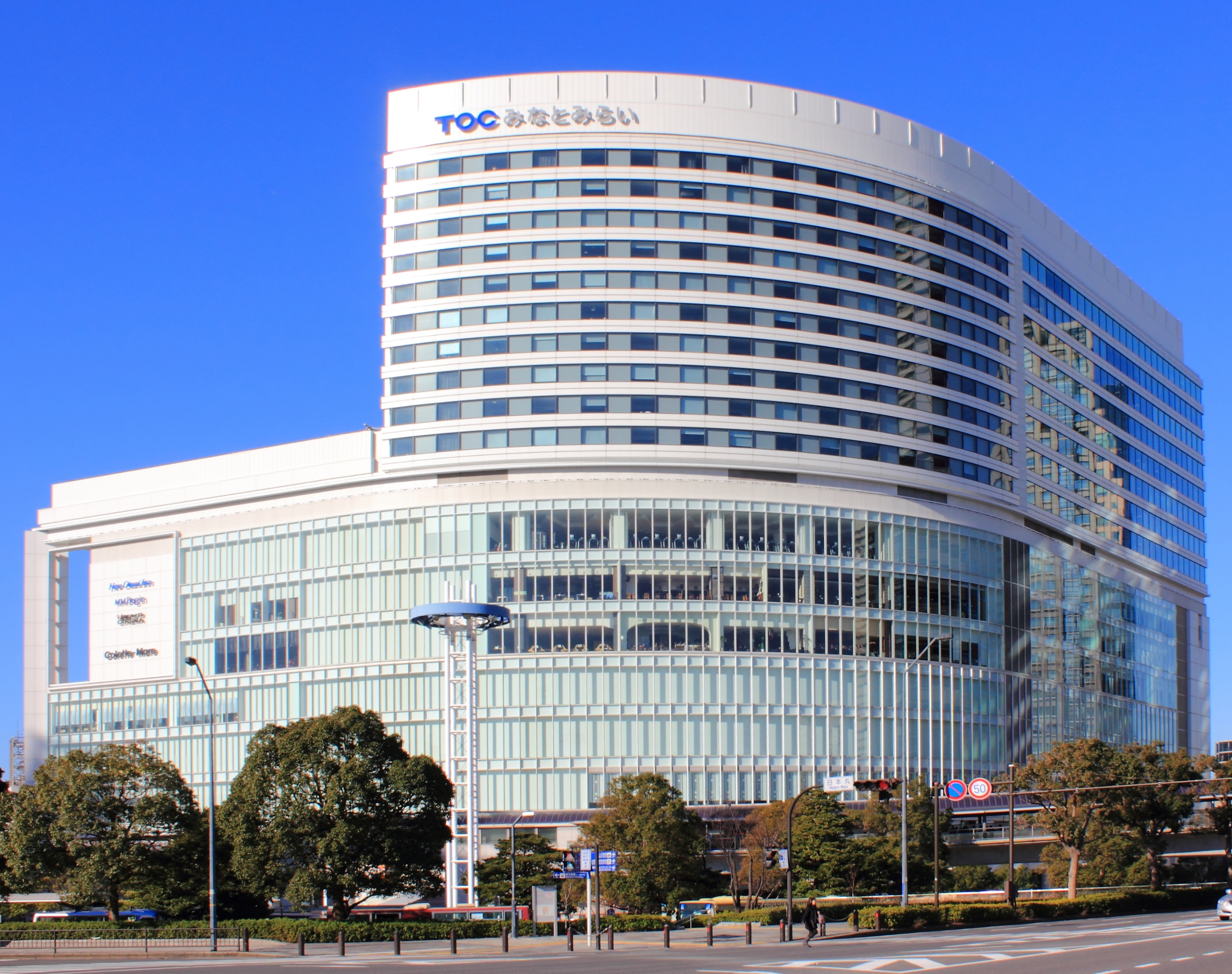
TOC 미나토미라이

TOC 미나토미라이(TOCみなとみらい)는 가나가와현 요코하마시 나카구에 있는 상업시설이다. 쇼핑 센터, 영화관, 호텔, 휘트니스 클럽, 사무실 등이 입주해있다.